# Kostel Panny Marie (Berlín)
Kostel Panny Marie je luteránský kostel v hlavním městě Německa Berlíně. Nachází se na ulici Karl-Liebknecht-Straße. Jedná se o nejstarší městský farní kostel v Berlíně, který se stále používá k sakrálním účelům, a jednu z šesti středověkých církevních budov v historickém centru Berlína. Nejstarší písemná zmínka o kostele pochází z 3. ledna 1292, předpokládá se, že byl postaven kolem roku 1270. Hlavní hala byla postavena z červených cihel ve stylu braniborské cihlové gotiky. 48 metrů vysoká věž má spodní konstrukci z rüdersdorfského vápence. Se zbytkem kostela nevytváří zcela harmonický celek, neboť byla přestavěna nejprve barokně a posléze novogoticky (v roce 1789 pod vedením Carla Gottharda Langhanse). Komplexní přestavbu provedl v letech 1893 až 1895 Hermann Blankenstein. Za druhé světové války kostel sloužil spojeneckým bombardérům jako orientační bod při jejich náletech, což také vysvětluje, proč nebyl – na rozdíl od okolí – zcela zničen. Okolní budovy naopak byly takřka bez výjimky strženy, takže z kostela se stala solitérní stavba. Jde o jedinou viditelnou připomínku starého historického centra Berlína. NDR kostel nechala v letech 1969 až 1970 znovu zrestaurovat v rámci přestavby náměstí Alexanderplatz a jeho okolí. Kostel byl původně římskokatolickým, od roku 1539 je protestantským.